# Ташлыкская ГАЭС
Ташлы́кская ГАЭС (укр. Ташлицька ГАЕС), Ташлыкская гидроаккумулирующая электростанция — расположена в г. Южноукраинске (Николаевская область, Украина), на Ташлыкском водохранилище — речке — балке Ташлык (Большой Ташлык; левый приток Южного Буга), запруженными плотиной.
Станция является частью Южно-Украинского энергокомплекса, в состав которого также входят Южно-Украинская атомная электростанция и Александровская малая гидроэлектростанция.

## Строительство
Сооружение станции началось в 1981 году. По первоначальному проекту Ташлыкская ГАЭС должна была состоять из шести обратимых (генератор/двигатель) агрегатов по 150 МВт в турбинном режиме / 225 в насосном режиме и четырёх обычных гидроагрегатов по 250 МВт, общая установленная мощность должна была составлять 6×150+4×250=1900 МВт (генераторный режим)/ 6×225=1350 МВт (двигательный режим).
В комплексе с ГАЭС выше по руслу Южного Буга должна была быть построена Константиновская ГЭС, но после протестов экологов проект был переделан.
Распоряжением Кабинета Министров Украины от 21 ноября 2007 года «Об утверждении проекта завершения строительства Ташлыкской ГАЭС» предусмотрена только Ташлыкская ГАЭС с установкой шести агрегатов 151/216,5 МВт с общей мощностью 906 МВт в турбинном режиме и 1299 МВт — в насосном.
Первый гидроагрегат Ташлыкской ГАЭС был пущен 14 сентября 2006 года в насосном (двигательном) режиме и началось постепенное заполнение водохранилища ГАЭС, а 16 октября 2006 года пущен в генераторном (турбинном) режиме.
Второй гидроагрегат Ташлыкской ГАЭС был пущен 21 июля 2007 в генераторном (турбинном) режиме, а 24 июля — в двигательном (насосном режиме).
9 ноября 2011 года начата укрупнительная сборка генератора-двигателя гидроагрегата № 3 ГАЭС — в шахту генератора опущен первый из шести сегментов статора. Вес конструкции 79,3 тонны. 14 июня 2012 года Ташлыкская ГАЭС выработала первый миллиард киловатт-часов с начала генерации.
Введение в эксплуатацию третьего гидроагрегата планировалось к концу 2012 года, но было отложено на неопределённый срок.
13 мая 2017 в шахту третьего агрегата Ташлыкской ГАЭС установлено рабочее колесо; по данным специалистов, на этот момент готовность строительной части третьего гидроагрегата ГАЭС составляла 80 %, водовода — 90 %
Капитальные инвестиции «Энергоатома» в 2019 году запланированы в сумме: достройка Ташлыкской ГАЭС — 180,9 млн гривен. Третий гидроагрегат Ташлыкской ГАЭС Украина была намерена достроить к 2021 году, вместе с китайскими специалистами.
Декабрь 2021 — установка и пуск блочного трансформатора для третьего гидроагрегата.
22 декабря 2021 — испытательный пуск третьего гидроагрегата Ташлыкской ГАЭС